# Casa de Pizarro

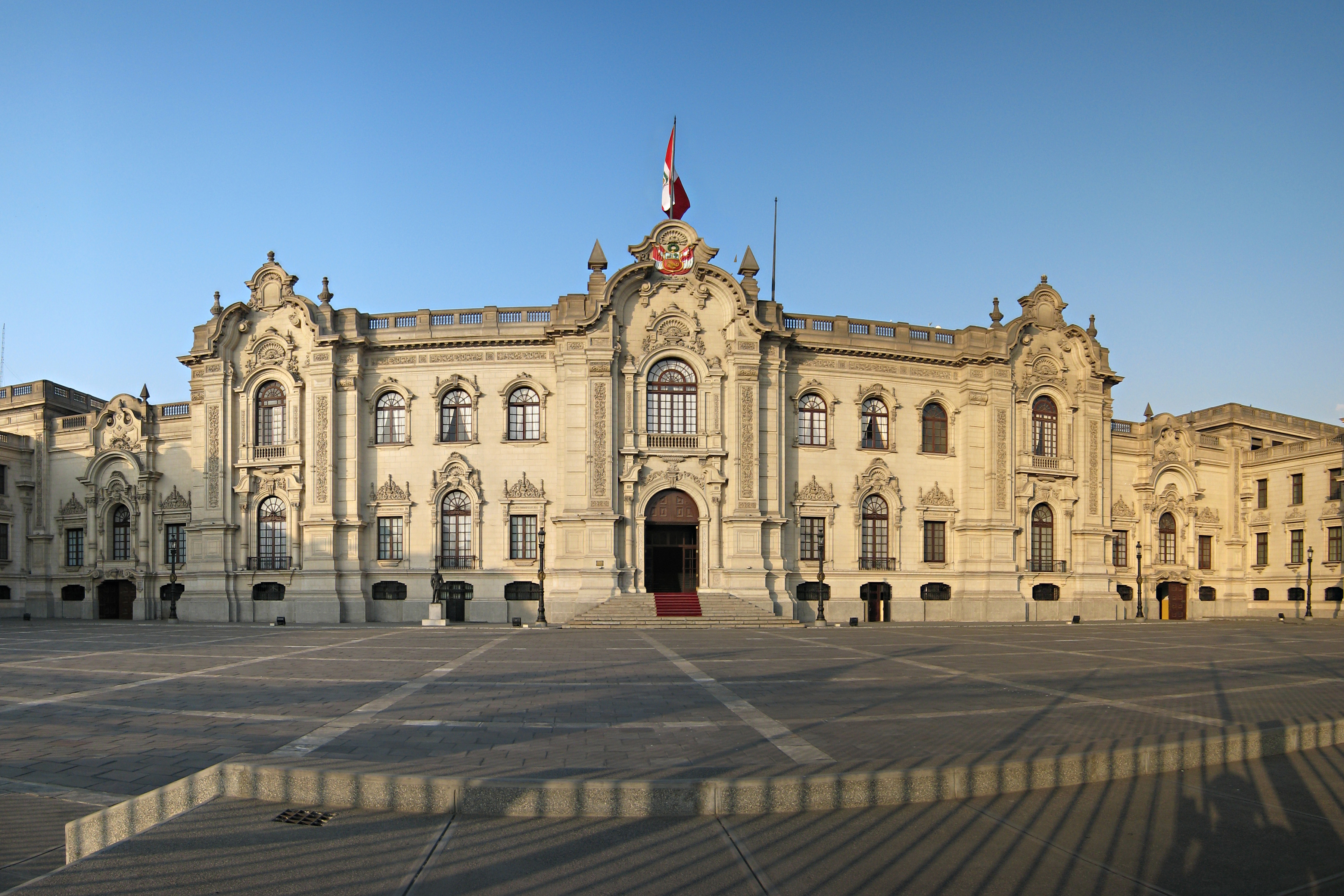
Casa de Pizarro

Casa de Pizarro – od 1938 roku siedziba prezydenta Republiki Peru, usytuowana przy północnej części Plaza Mayor w stolicy kraju, Limie. Budynek wzniesiony w latach 1535–1536 przez Francisco Pizarro, po jego śmierci zaczął pełnić rolę oficjalnej siedziby zarządcy Wicekrólestwa Nowej Kastylii. Po przebudowie w latach 1937–1938, autorstwa polskiego architekta Ryszarda Małachowskiego, do pałacu wprowadził się prezydent Óscar Benavides, od czasów którego budynek pełni rolę oficjalnej siedziby głowy państwa w Peru.